# Represaille Jan Gijzenbrug

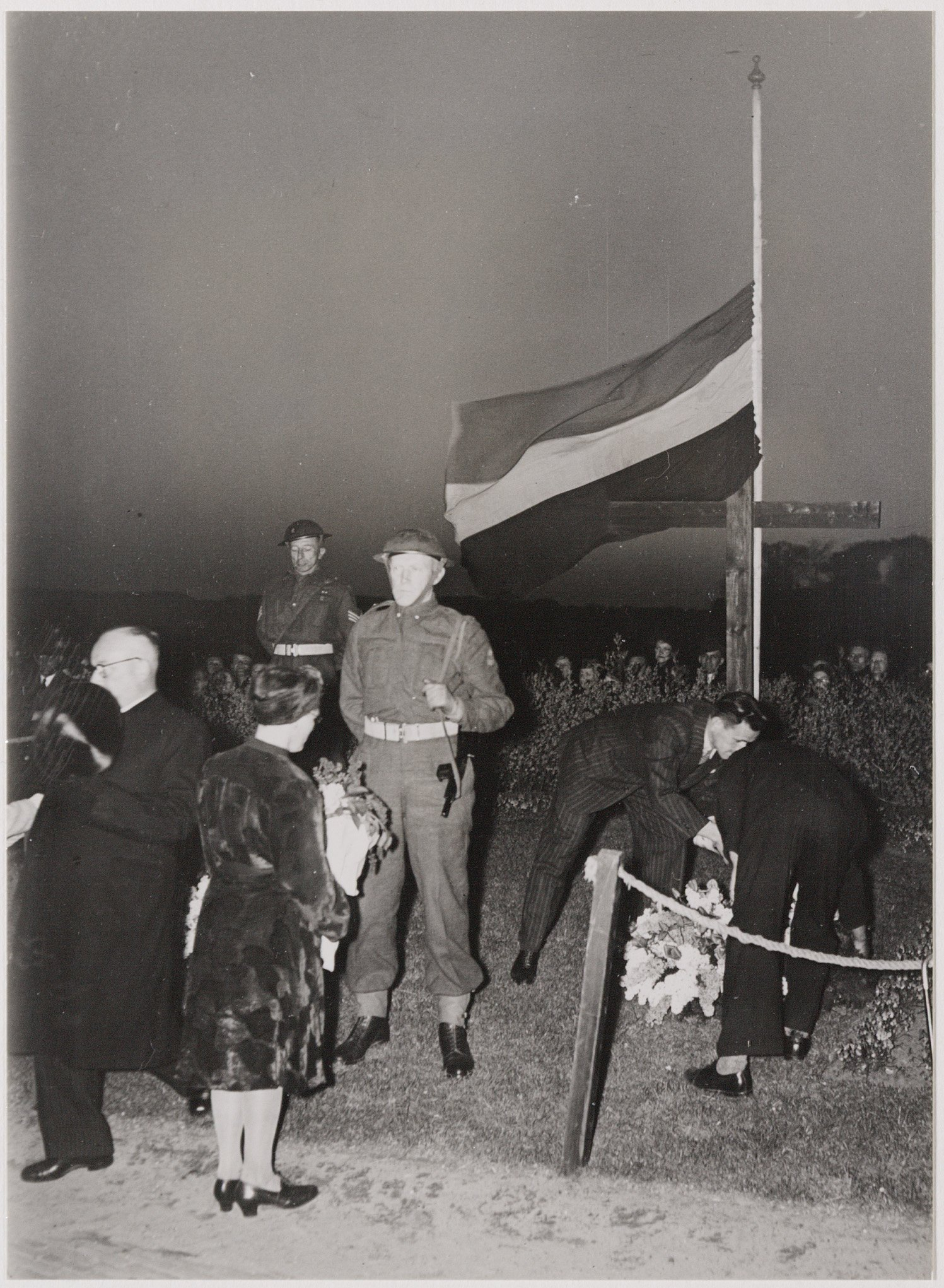
Herdenking in 1946 bij de plek van de represaille

Tijdens de Tweede Wereldoorlog zijn op 12 februari 1945 bij de Jan Gijzenbrug in Haarlem acht Nederlandse verzetsstrijders gefusilleerd als vergelding voor een schietpartij tussen verzetsstrijders en Duitsers op 10 februari 1945. 

## Schietpartij
Op 10 februari 1945 stuitten verzetsmensen bij de Jan Gijzenbrug met de auto op een controlepost nadat ze een overval hadden gepleegd op een rijwielhandel. Een schietpartij volgde waarbij een Duitse onderofficier om het leven kwam en een soldaat en burger gewond raakten. De verzetsmensen ontkwamen in eerste instantie. Ze werden een week later alsnog opgepakt en op 7 maart geëxecuteerd bij de represaille op de Dreef.

## Represaille
Ter vergelding werden acht verzetsstrijders die gevangen zaten in het Huis van Bewaring Weteringschans in Amsterdam als Todeskandidaten geëxecuteerd. Het ging om twee leden van de illegale pers, twee leden van KP-Waterland en vier leden van het Nationaal Steun Fonds die werden gearresteerd bij een vergadering.
KP Waterland
- Klaas de Boer (32 jaar, KP-Waterland)
- Egbert Snijder (32 jaar, KP-Waterland).

Nationaal Steun Fonds
- Walraven van Hall (39 jaar, Nationaal Steunfonds)
- ds. Henk de Jong (33 jaar, Trouw, LO)
- Frederik Nieuwenhuijsen (39 jaar,  Nationaal Comité van Verzet, Ordedienst)

Illegale pers
- Bastiaan van Beveren (21 jaar, Trouw)
- Joop Oudenaller (68 jaar, De Vrije Gooi- en Eemlander)
- Ben Genemans (25 jaar, KP-Amsterdam)

Burgers werden gedwongen tijdens de executie toe te kijken. De verzetsstrijders werden begraven in de duinen bij Overveen.

## Na de oorlog
Na de oorlog zijn ze herbegraven op de Eerebegraafplaats Bloemendaal. Klaas de Boer is herbegraven op het ereveld op de Algemene Begraafplaats te Purmerend. Bij de executieplek staat sinds 1950 het verzetsmonument Haarlem. Jaarlijks wordt hier bij dodenherdenking twee minuten stilte gehouden. In Edam is vier jaar na de dag van de executie ter nagedachtenis van Egbert Snijder en Klaas de Boer het Egbert Snijder monument onthuld.

## Represailles in Haarlem
Binnen vijf maanden vonden er drie grote represaillemaatregelen plaats in Haarlem:
- Op 26 oktober 1944 werden aan de Westergracht tien mannen geëxecuteerd als wraak voor de moord op Fake Krist.
- Op 12 februari 1945 werden bij de Jan Gijzenbrug acht mannen geëxecuteerd als wraak voor een schietpartij tussen het verzet en de Duitsers
- Op 7 maart 1945 werden bij de Dreef vijftien mannen geëxecuteerd als wraak voor moord op Willem Zirkzee en wellicht voor de aanslag op Hanns Rauter van enkele uren daarvoor. Vier van de slachtoffers behoorden tot de verzetsgroep die bij de schietpartij bij de Jan Gijzenbrug betrokken was.

Ook in 1943 was er al sprake geweest van een grote represaillemaatregel: op 2 februari 1943 werden drie Joden en zeven Communisten geëxecuteerd in de duinen bij het Kopje van Bloemendaal als wraak voor de aanslag op Alois Bamberger.